# Holt McCallany
 (février 2021).
Si vous disposez d'ouvrages ou d'articles de référence ou si vous connaissez des sites web de qualité traitant du thème abordé ici, merci de compléter l'article en donnant les références utiles à sa vérifiabilité et en les liant à la section « Notes et références ».
Holt Quinn McAloney, dit Holt McCallany est un acteur américain, né le 3 septembre 1963 à New York, État de New York (États-Unis). Il est célèbre pour ses rôles dans Fight Club, Alien 3 et depuis 2018 dans la série Mindhunter.

## Biographie

### Enfance
L’acteur est né le 3 septembre 1963, à New York, dans la famille de la chanteuse et « Miss Nebraska » Julie May Wilson et de l’acteur et producteur Michael McAloney. Ce dernier était considéré comme un tyran et a insisté pour que Holt et son jeune frère Michael soient envoyés à Dublin, afin d’obtenir la meilleure éducation européenne possible. Les garçons sont allés vivre avec des parents éloignés de leur père qui n’étaient pas très indulgents, ce qui ne les a pas aidés à apprécier leur séjour.
En 1969, Julie divorce de Michael McAloney et ramène alors les garçons en Amérique ; cependant leur vie ne va pas s’améliorer pour autant. Au début des années 1980, la carrière de Julie décline et elle se met à courir après un travail et un nouveau mari, ses parents s’occupent alors des enfants à Omaha. La vie avec ses grands-parents, qui étaient quasiment des religieux fanatiques, était supposée apprendre à Holt comment être un bon chrétien, malheureusement cela a juste fait de lui un rebelle et il a été renvoyé de l’école. À l’âge de 14 ans, Holt s'enfuit pour Los Angeles dans le but de devenir acteur. Mais en fait, ses parents ne l'ont pas retrouvé sur le tournage d'un film occidental cool, mais dans une usine où il travaillait comme ouvrier non qualifié. Comme punition, Holt a été renvoyé en Irlande, mais cette fois dans un pensionnat pour garçons dans le comté de Kildare. Après son passage à l’internat, Holt vint en France pour entrer à l’université de la Sorbonne puis, finalement, il intègre l’Ecole Jacques Lecoq ainsi que l'école de Marcel Marceau (Dans un podcast Français, il indique avoir vécu 3 ans en France), mais assez rapidement il décide de partir pour l’Angleterre (à Oxford) où il n’est pas resté plus longtemps et en 1985 il revient finalement aux États-Unis.

### Carrière: le début
De retour dans son pays natal, Holt étudie au théâtre de Cleveland et, en 1987, il part pour New York où il décroche son premier rôle au cinéma. Il débute par un rôle épisodique dans l’une des scènes de la comédie dramatique Biloxi Blues, aux côtés de Matthew Broderick, Casey Siemaszko et Christopher Walken.
De 1987 à 1994, l'acteur a réussi à apparaître dans plus de dix films, et malgré le fait qu'aucun de ces rôles n'était principal, son physique bien construit et ses yeux verts ne pouvaient jamais passer inaperçus. Parmi les œuvres les plus célèbres de cette période, on trouve Creepshow 2, Outrages et Alien 3.
En 1994, Holt joue enfin un rôle principal dans la comédie The Search for One-Eye Jimmy. Il endosse alors le rôle de Les, qui revient dans son Brooklyn natal dans le but de tourner un film, mais au lieu de cela, il intègre un groupe de déjantés pour les aider à retrouver un irrécupérable déjanté comme eux appelé Jimmy (interprété par Sam Rockwell). Les autres déjantés de ce groupe sont interprétés par Steve Buscemi et Samuel L. Jackson.
Dans le biopic Tyson (tv) (interprété par Michael Jai White), Holt joue son premier entraîneur, le légendaire Teddy Atlas, et fut remarqué par sa performance brute, qui collait parfaitement à la vraie nature de son personnage.
Dans le chef-d’œuvre Fight Club de David Fincher, sorti en 1999, comme c’est bien connu, il n’y avait pas à proprement parler de seconds rôles. Même si les rôles principaux sont joués par Edward Norton et Brad Pitt, les autres héros de ce film sont tout aussi remarquables. Et parmi eux, le mécanicien joué par Holt.
De 2003 à 2005, l’acteur joue dans la série Les Experts : Miami dans le rôle de l’inspecteur John Hagen. En 2006, Holt obtient un rôle dans l’un des épisodes les plus tendus d’Esprits criminels, et fait également une apparition dans New York, police judiciaire en 2006, 2008 et 2012.

### Carrière: ses meilleurs rôles
Dans le thriller Abîmes de 2002, racontant les événements surnaturels survenus dans un sous-marin américain, Holt joue le rôle d’un des membres de l’équipage, aux côtés de Bruce Greenwood et Scott Foley. En 2008, l’acteur joue Ron Matthews dans le drame Angles d'attaque, et en 2010 dans le thriller The Losers, où il interprète Wade, l’un des agents de l’unité spéciale, aux côtés de Jeffrey Dean Morgan et Idris Elba.
Il a partagé la vedette avec Sylvester Stallone en 2012 dans Du plomb dans la tête, avec Jason Momoa et Christian Slater.
Dans le thriller Gangster Squad de 2013, Holt rejoint l’équipe de Sean Penn et Ryan Gosling, dans le rôle de Karl Lennox. En 2015, Holt joue le rôle d’un haut fonctionnaire dans le thriller Hacker, racontant comment les autorités tentent de prévenir une cyberattaque visant l'économie américaine. Chris Hemsworth a également joué dans le film. La même année, il joue un inspecteur de police dans le thriller L’homme parfait, ainsi que l’un des passagers dans Sully, dirigé par Clint Eastwood.
Dans le thriller L’Exécuteur, réalisé en 2017, racontant l’histoire de Jacob Harlon, qui a été emprisonné parce qu’il était au mauvais endroit, au mauvais moment, Holt a joué le rôle du criminel Jerry « La Bête » Manning, l'antagoniste du héros joué par Nikolaj Coster-Waldau.
Dans le très attendu Justice League de 2017, Holt endosse le rôle d’un piètre voleur, ce qui a beaucoup déplu à ses fans. Les super-héros sont interprétés par Ben Affleck, Gal Gadot, Jason Momoa, dans le rôle de Aquaman, ainsi que Ciarán Hinds et Jeremy Irons.
En 2018 dans la série Mindhunter (sur Netflix) Holt décroche un rôle principal, jouant le rôle de Bill Tench, qui enquête sur une série de meurtres aux États-Unis dans les années 1970.
En 2018 également, Holt joue le rôle principal du film de science-fiction Beyond White Space aux côtés de Dave Sheridan, Kodi Kitchen et Zulay Henao. Il apparaît également dans Will Gardner (l’histoire d’un vétéran handicapé), avec Robert Patrick et Dermot Mulroney.
En 2019, il joue dans Le Dindon (de Jalil Lespert), adaptation d'une pièce de théâtre de Feydeau. Pour la première fois il joue dans un film français (où il parle parfaitement français), endossant le rôle de l'Américain Wayne, dont la femme a été la maîtresse de René Vatelin (joué par Dany Boon).

### Vie privée
Avec des parents célèbres, Holt McCallany mène une vie loin des tabloïdes. On sait cependant que depuis 2005 il entretient une relation avec l’actrice Nicole Wilson, et son nom n’apparaît qu’à travers des œuvres de charité. Il soutient en effet plusieurs fondations qui aident les familles dans le besoin, les enfants malades, ainsi que les adolescents qui ont été qualifiés de « difficiles » par la société.
Son jeune frère Michael était un boxeur professionnel et est décédé dans son sommeil en 1991.
Holt McCallany parle correctement français et hindi.

## Filmographie

### Cinéma
- 1987 : Creepshow 2 de Michael Gornick, segment Old Chief Wood'nhead : Sam Whitemoon
- 1988 : Blue-Jean Cop (Shakedown) de James Glickenhaus : l'officier au barrage routier
- 1988 : After School de William Olsen : Jay
- 1989 : Outrages (Casualties of War) de Brian de Palma : lieutenant Kramer
- 1992 : Alien³ de David Fincher : Junior
- 1994 : Amateur de Hal Hartley : Usher
- 1994 : A la recherche de Jimmy-le-Borgne (The Search for One-eye Jimmy) de Sam Henry Kass : Les
- 1995 : Flirt de Hal Hartley : le barman
- 1995 : Jade de William Friedkin : Bill Barrett
- 1997 : Le Pacificateur (The Peacemaker) de Mimi Leder : Mark Appleton
- 1998 : Conversations in Limbo (court métrage) de Paul Johansson
- 1999 : Fight Club de David Fincher : le mécanicien
- 1999 : Mumford de Lawrence Kasdan : le nouveau venu
- 1999 : Les Rois du désert (Three Kings) de David O. Russell : le capitaine Doug Van Meter
- 2000 : Les Chemins de la dignité (Men of Honor) de George Tillman Jr. : Rourke (MM1 Dylan Rourke)
- 2002 : Abîmes (Below) de David Twohy : Loomis
- 2004 : Dans les cordes (Against the Ropes) de Charles S. Dutton : Dorsett
- 2006 : Alpha Dog de Nick Cassavetes : le détective Tom Finnegan
- 2010 : Toxic d'Alan Pao : Van
- 2010 : The Losers de Sylvain White : Wade
- 2012 : Du plomb dans la tête (Bullet to the Head) de Walter Hill : Hank Greely
- 2013 : Gangster Squad de Ruben Fleischer : Karl Lennox
- 2013 : Crush de Malik Bader : Mike Norris
- 2015 : Night Run (Run All Night) de Jaume Collet-Serra : Frank
- 2015 : Hacker (Blackhat) de Michael Mann : Mark Jessup
- 2015 : Un homme parfait (The Perfect Guy) de David M. Rosenthal : détective Hansen
- 2016 : Sully de Clint Eastwood : Mike Cleary
- 2016 : Jack Reacher: Never Go Back d'Edward Zwick : Sam Morgan
- 2017 : Monster Cars (Monster Trucks) de Chris Wedge : Burke (voix)
- 2017 : L'Exécuteur (Shot Caller) de Ric Roman Waugh : Jerry Manning
- 2017 : Justice League de Zack Snyder : un cambrioleur appréhendé par Batman (non crédité)
- 2019 : Le Dindon de Jalil Lespert : Wayne
- 2020 : Greenland de Ric Roman Waugh : le pilote
- 2021 : Un homme en colère (Wrath of Man) de Guy Ritchie : Bullet
- 2021 : Nightmare Alley de Guillermo del Toro : Anderson
- 2021 : The Ice Road de Jonathan Hensleigh : René Lampard
- 2023 : Iron Claw (The Iron Claw) de Sean Durkin : Fritz Von Erich
- 2025 : The Amateur de James Hawes : le directeur-adjoint Alex Moore
- 2025 : Mission: Impossible - The Final Reckoning de Christopher McQuarrie : Bernstein, le secrétaire à la Défense
- 2026 : Gourou de Yann Gozlan
- 2026 : The Adventures of Cliff Booth de David Fincher

### Télévision
- 1993 : Zelda (téléfilm)
- 1994 : New York, police judiciaire (saison 4, épisode 21) : Marc Kenner
- 1995 : Mike Tyson, l'histoire de sa vie (Tyson) (téléfilm) d'Uli Edel : Teddy Atlas
- 1995 : Tecumseh: Le Dernier guerrier (Tecumseh: The Last Warrior) (téléfilm) : Blue Jacket
- 1997 : Rough Riders (mini-série télévisée) de John Milius : Hamilton Fish
- 1997 : L'Associé du diable (The Advocate's Devil) (téléfilm) : Joe Campbell
- 1999 : New York, police judiciaire (saison 9, épisode 17) : officier Steve Felton
- 2000 : L.A. Sheriff's Homicide (téléfilm)
- 2000 : Un réveil troublant (Kiss Tomorrow Goodbye) (téléfilm) : Minnow
- 2000 : Freedom (série télévisée) : Owen Decker
- 2002 : Les Experts : Miami (série télévisée) : l'inspecteur John Hagen
- 2004 : Monk (Saison 2, Episode 11) : Pat Van Ranken
- 2006 : New York, unité spéciale (saison 7, épisode 15) : Walter Inman
- 2007 : Esprits criminels (saison 2, épisode 17) : Roy Woodridge
- 2007-2008 : New York, section criminelle (saison 7, épisodes 1 et 11) : inspecteur Patrick Copa
- 2007 : Heroes (série télévisée) : Ricky (saison 2)
- 2007 : Médium (saison 3, épisode 9) : Nick Lewin
- 2009 : Le Carnet des regrets (Bound by a Secret) (téléfilm) de David S. Cass Sr. : Jimmy
- 2012 : New York, unité spéciale (saison 13, épisode 12) : Donald O'Keefe
- 2017-2019 : Mindhunter (série télévisée) : Bill Tench
- 2022-2023 : 61st Street (série télévisée) : Lieutenant Brannigan
- 2023 : Foundation (série télévisée) : Warden Jaegger Fount
- 2024 : The Lincoln Lawyer (série télévisée) : Neil Bishop
- 2025 : The Waterfront (série télévisée) : Harlan Buckley

## Voix françaises
- Guillaume Orsat dans :
  - Abîmes
  - Monk (série télévisée)
  - Dans les cordes
  - Rise
  - Sully
  - Jack Reacher: Never Go Back
  - L'Éxécuteur
  - 61st Street (série télévisée)
  - La Défense Lincoln (série télévisée)
  - Mission: Impossible - The Final Reckoning

- Paul Borne dans : (les séries télévisées)
  - Les Experts : Miami
  - Heroes
  - New York, section criminelle
  - New York, unité spéciale
  - Blue Bloods

- Éric Herson-Macarel dans :
  - Medium (série télévisée)
  - Un homme en colère
  - Ice Road
  - Iron Claw
  - The Amateur

- Serge Biavan dans :
  - Un flic d'exception (série télévisée)
  - Nightmare Alley
  - Foundation (série télévisée)
  - The Waterfront (série télévisée)

- Fabien Jacquelin dans : 
  - Outrages (2e doublage)
  - Du plomb dans la tête

- Bernard Bollet dans : 
  - Les Experts (série télévisée)
  - Monster Cars

- Thierry Hancisse dans :
  - Mindhunter (série télévisée)
  - Justice League

et aussi
- Jean-Louis Faure dans Creepshow 2
- Olivier Cuvellier dans Jade
- Mathieu Buscatto dans Les Rois du désert
- Jean-Yves Chatelais dans Fight Club
- Constantin Pappas dans Freedom (série télévisée)
- Julien Kramer dans Burn Notice (série télévisée)
- Tony Joudrier dans Angles d'attaque
- Julien Meunier dans Lights Out (série télévisée)
- Franck Legendre dans Gangster Squad
- Hervé Furic dans Night Run
- Jérémie Covillault dans Hacker
- Boris Rehlinger dans L'Homme parfait
- David Krüger dans Greenland